# Бабаева, Гандила Аббас кызы
Гандила Аббас кызы Бабаева (азерб. Qəndilə Abbas qızı Babayeva; 1920, Джеванширский уезд — 1989, Мир-Баширский район) — советский азербайджанский хлопковод, Герой Социалистического Труда (1949).

## Биография
Родилась в 1920 году в селе Мамырлы Джеванширского уезда Азербайджанской ССР (ныне Тертерский район).
С 1937 года колхозница, звеньевая колхоза имени Ленина Мир-Баширского района. В 1948 году получила урожай хлопка 88,8 центнеров с гектара на площади 6 гектаров.
Указом Президиума Верховного Совета СССР от 1 июля 1949 года за получение в 1948 году высоких урожаев хлопка Бабаева Гандила Аббас кызы присвоено звание Героя Социалистического Труда с вручением ордена Ленина и золотой медали «Серп и Молот».
Скончалась в 1989 году в родном селе.